# السوريون في تركيا

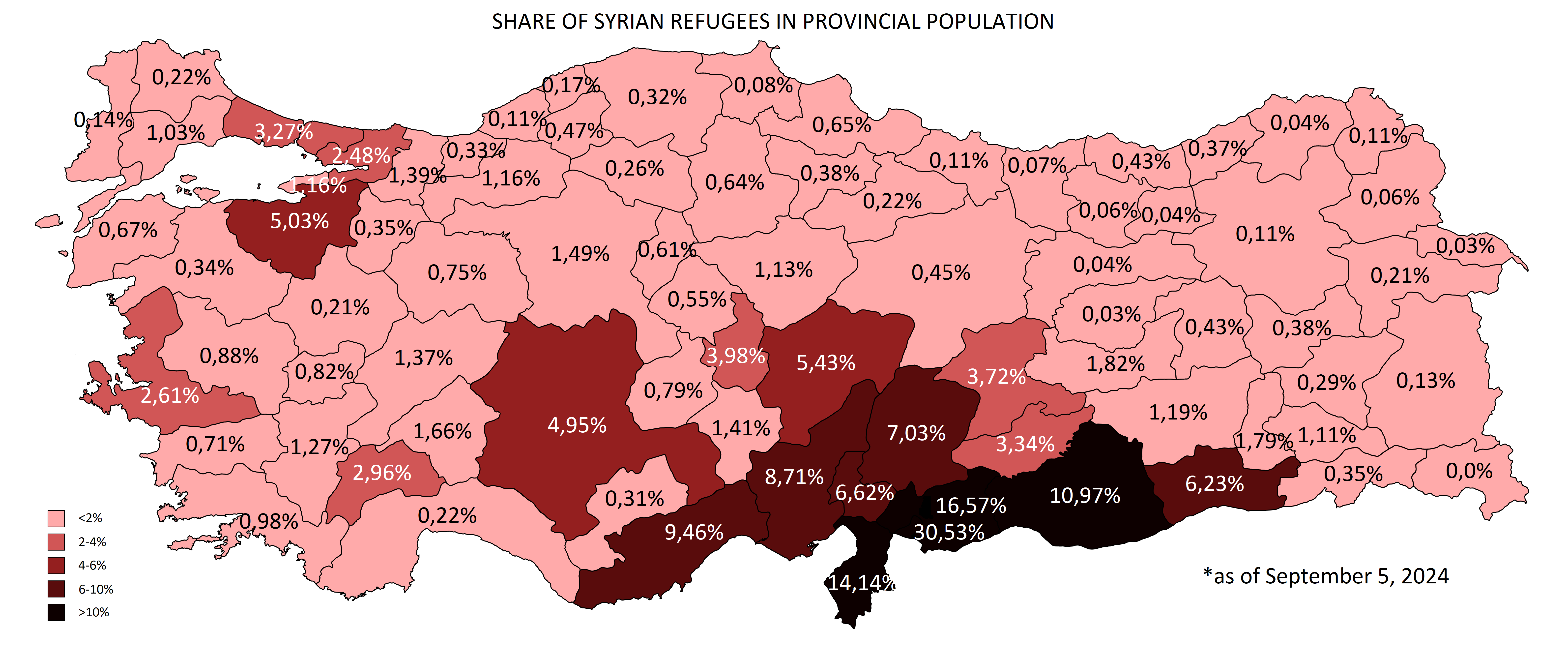
نسبة اللاجئين السوريين في وضع الحماية المؤقتة اعتبارًا من 18 آب (سبتمبر)2024

السوريون في تركيا (بالتركية:  Türkiye'deki Suriyeliler)‏ يشمل المواطنين الأتراك من أصل سوري واللاجئين السوريين وغيرهم من المقيمين في تركيا.
اعتبارًا من كانون الثاني (يناير) 2023، كان هناك أكثر من 3 ملايين ونصف لاجئ مسجل هارب من الحرب الأهلية السورية في تركيا، التي تستضيف أكبر عدد من اللاجئين في العالم بأسره. بالإضافة إلى ذلك، يقيم حوالي 100 ألف مواطن سوري في تركيا بتصريح إقامة. بصرف النظر عن اللاجئين السوريين الخاضعين للحماية المؤقتة والمواطنين السوريين الحاصلين على تصريح إقامة، حصل 230،998 سورياً على الجنسية التركية اعتبارًا من نيسان (أبريل) 2023.

## مناطق انتشار السورين
يتركز السوريون بشكل عام في المحافظات الجنوب غربية وكبرى المدن التركية مثل إسطنبول وأنقرة، ويعيش 1.3% من السوريين فقط في مخيمات للاجئين. تستضيف إسطنبول، المدينة الأكثر اكتظاظًا بالسكان في تركيا، أكبر عدد من اللاجئين السوريين، حيث يبلغ عددهم حوالي 550 ألف سوري مسجل.